# Tipula rupicola
Tipula rupicola är en tvåvingeart som beskrevs av Doane 1912. Tipula rupicola ingår i släktet Tipula och familjen storharkrankar. Inga underarter finns listade i Catalogue of Life.